# 99인의 여자를 만족 시키는 남자
《99인의 여자를 만족 시키는 남자》는 대한민국의 방송사 JTBC의 예능 프로그램이다. 99명의 일반인 '돌싱' 여성들이 매회 3~5명의 유부남을 평가해 점수를 매기는 프로그램이다.

## 방송 시간
- 2014년 2월 23일 ~ 2014년 5월 4일 : 매주 일요일 오후 11시 00분